# Our Lady of Good Counsel Roman Catholic Church (Glasgow)

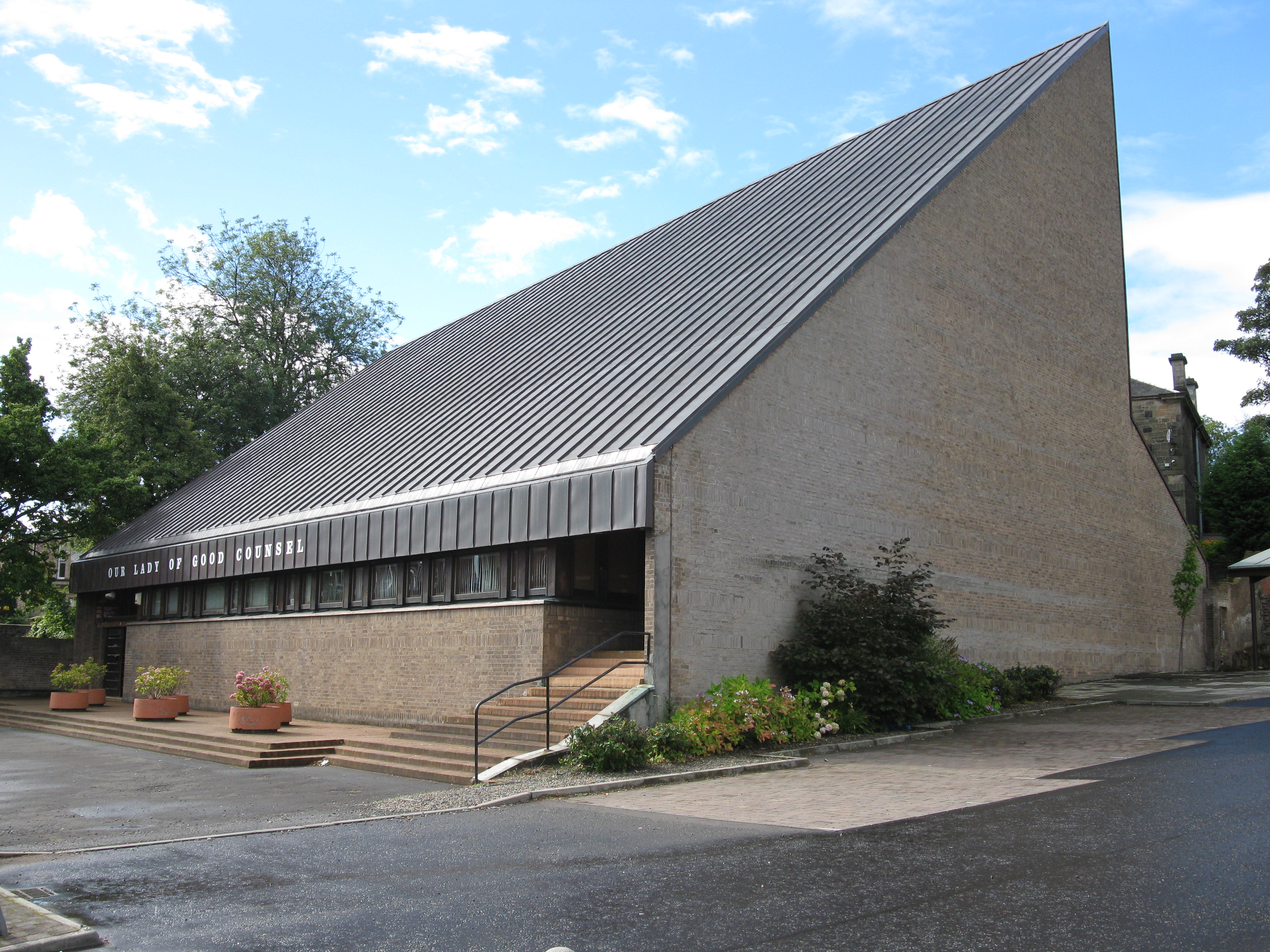
Our Lady of Good Counsel Roman Catholic Church

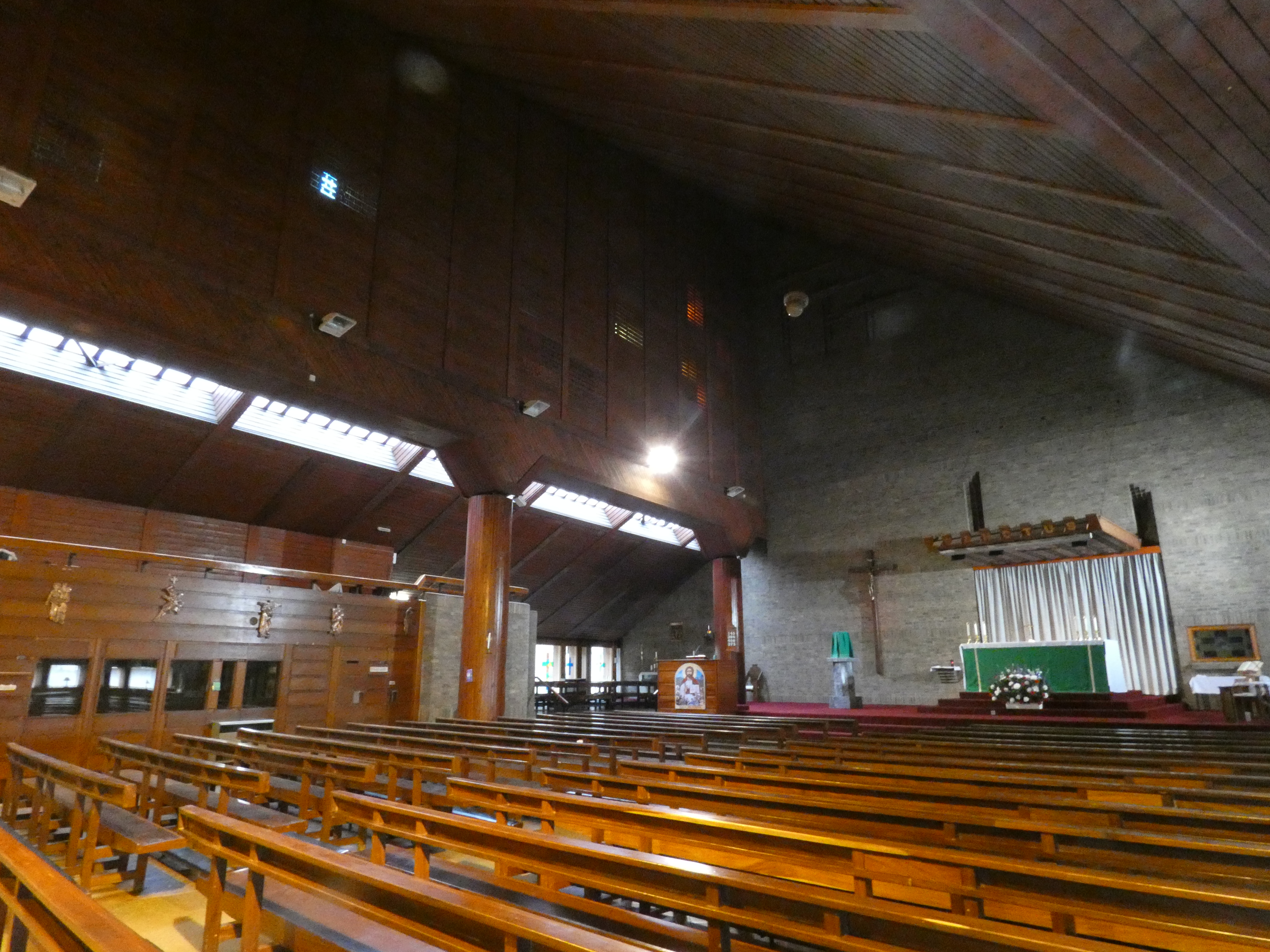
Innenraum

Die Our Lady of Good Counsel Roman Catholic Church ist ein katholisches Kirchengebäude in der schottischen Stadt Glasgow. 1994 wurde das Bauwerk in die schottischen Denkmallisten in der höchsten Denkmalkategorie A aufgenommen.

## Geschichte
Für den Entwurf des Kirchengebäudes zeichnet das Architekturbüro Gillespie, Kidd & Coia verantwortlich. Die Kirche wurde zwischen 1964 und 1965 erbaut und erhielt das Marien-Patrozinium Unsere Liebe Frau vom guten Rat. 1966 erhielten die Planer für ihren Entwurf die Bronzemedaille des Royal Institute of British Architects.

## Beschreibung
Die Our Lady of Good Counsel Roman Catholic Church steht an der Straße Craigpark im nördlichen Glasgower Stadtteil Dennistoun. Der Grundriss des modern ausgestalteten Gebäudes beschreibt ein konvexes Viereck. Sein Mauerwerk besteht aus braunem Backstein. An der westexponierten Hauptfassade verläuft unterhalb des tiefhängenden Daches ein holzverkleideter Streifen mit Fensterelementen. Zu beiden Seiten sind Portale eingelassen, von denen das rechte über eine später hinzugefügte Vortreppe zugänglich ist. Den Gebäudeabschluss bilden zwei versetzt angeordnete Pultdächer mit Kupfereindeckung. Die Ostfassade ist zu weiten Teilen analog der Westfassade gestaltet, jedoch flacher.